# Negrești (Fehér megye)
Negrești falu Romániában, Erdélyben, Fehér megyében.

## Fekvése
Birlesty közelében fekvő település.

## Története
Negreşti korábban Mogosbirlesty része volt, 1956 körül vált külön településsé 103 lakossal.
1966-ban 84, 1977-ben 62, 1992-ben 22, 2002-ben pedig 16 román lakosa volt.